# 劉江濱
劉江濱（1969年-），為台湾音乐指揮家、嗩吶演奏家、樂團教育家，有「新竹市國樂推手」之稱。

## 生平
出生於臺灣新竹市，自幼受兄長啟蒙開始學音樂，1989年考入中國文化大學音樂系國樂組，主修笛子、嗩吶。師事陳中申、吳宗憲、劉松輝等老師，並多次赴大陸隨任同祥、劉英、周東朝、郭熊智等嗩吶名師學習。1997年至2006年擔任台北市立國樂團嗩吶演奏員，多次随乐团至海外各地演出并担任协奏，足跡遍及歐、亞、美、非等三十餘國。
2009年指導三民國中、水源國小、新竹女中等三校的國樂合奏和絲竹室內演奏，一舉摘下全國學生音樂比賽共4項特優獎。此外，他也曾指導國立交通大學國樂團，使乐团荣获優等第一的佳績。同时，他與大雅國小校友國樂團，有过多次共同演出的经历。
從2011年開始在新竹籌畫並舉辦「竹塹國樂節」，到2023年已舉辦十三屆。
2013年指導的學校：新竹市立水源國小、三民國中、建功高中、國立交通大學、臺中大雅國小等，在中華民國101學年度全國音樂比賽成績皆獲特優。
他是前台北市立國樂團嗩吶演奏員。新竹高商、中國文化大學音樂系國樂組（今中國音樂學系）畢。1997年接任新竹市立青少年國樂團指揮兼藝術總監。劉江濱致力於提升新竹地區的國樂團水準，目前指導新竹市龍山國小、水源國小、三民國中、光武國中、建功高中、新竹女中、國立交通大學及苗栗縣頭份國小等學校的國樂團。

## 重要事迹
- 榮獲「第二屆民族樂器協奏曲大賽」嗩吶組第二名、絲竹室內樂第一名

- 榮獲南非「羅德堡國際樂器比賽」獨奏會組 (Recital Solo Instrument) 第二名、團體組第一名

- 2006年指導新竹市水源國小國樂團參加全國音樂比賽獲新竹室內樂第一名

- 2007年指揮新竹市水源國小國樂團參加全國音樂比賽獲合奏第一名

- 2008年指導新竹女中國樂團參加全國音樂比賽獲絲竹室內樂第一名